# Roger Pinto
Roger Pinto Molina (Santa Rosa de Yacuma, Bolivia; 23 de abril de 1960 - Brasilia, Brasil; 16 de agosto de 2017) fue un político boliviano, senador opositor del partido Plan Progreso para Bolivia-Convergencia Nacional.

## Biografía

### Antecedentes político-administrativos
Roger Pinto Molina fue elegido diputado uninominal en 1997 por la circunscripción 67, que corresponde a las provincias Nicolás Suárez, Manuripi y General Federico Román del departamento de Pando. En este periodo, Pinto fue representante del partido político Acción Democrática Nacionalista (ADN). El candidato suplente para esta circunscripción fue Edgar Balcazar Velasco.
A partir de 2002, Roger Pinto ejerció como director de la Iglesia Bautista, asistente técnico del Banco Central de Bolivia y presidente de la Cooperativa de Teléfonos 'Cobija'. Fue también miembro del Directorio Nacional de la Federación de Cooperativas Telefónicas (FECOTEL), presidente de la Corte Electoral de Pando, presidente de la Asociación de Ganaderos de Pando, consejero municipal de la ciudad de Cobija y secretario ejecutivo regional de Acción Democrática Nacionalista.
En 2005, Pinto Molina fue elegido senador por Pando, auspiciado por la agrupación política Poder Democrático Social, siendo la cabeza de esta agrupación en el Senado Boliviano. Fue reelegido senador en 2009, por la agrupación política Plan Progreso para Bolivia-Convergencia Nacional. El candidato suplente para esta Senaturia fue Linda Flor Brasilda Villalobos.

### Acusaciones judiciales
Roger Pinto Molina fue acusado de participar en la presunta masacre de Porvenir, el 11 de septiembre de 2008. También fue acusado de vender tierras fiscales durante su gestión como prefecto de Pando. Fue juzgado y recibió una condena de cinco años.

### Asilo político
El senador pidió asilo en la embajada brasileña el 28 de mayo de 2012, cuando comenzó un proceso de investigación en su contra por presuntos daños económicos al Estado boliviano que llegan casi al millón de bolivianos. Entre los cargos por los cuales fue imputado Pinto, se encuentran el incumplimiento de deberes y malversación de fondos, de los cuales ninguno fue comprobado hasta la fecha, cuando era prefecto del departamento del departamento de Pando, en 2001.
Después de casi quince meses de enclaustramiento, por la negación boliviana de salvoconducto, Pinto Molina fue conducido por veintidós horas de viaje, bajo escolta diplomática brasileña hasta Corumbá —territorio brasileño—. Su salida de la embajada ocurrió el 23 de agosto de 2013. Una vez llegado al Brasil, Pinto abordó un avión hasta Brasilia, donde arribó en la madrugada del 25 de agosto de 2013.
El cuerpo diplomático del Brasil negó toda participación en la operación «Salvar a Pinto Molina», responsabilidad que recayó en la persona del encargado de negocios de la Embajada del Brasil en La Paz, Eduardo Paes Saboia, el mismo que aceptó públicamente la autoría de la operación, alegando «razones humanitarias» hacia Pinto Molina debido a su supuesto estado precario estado de su salud. Esto provocó tensiones diplomáticas entre Bolivia y Brasil. La situación legal de refugiado político de Pinto Molina sería revisada. Sin embargo, el Gobierno brasileño argumentó que el dictamen referente a la condición de refugiado político dada a Pinto Molina en 2012 es bastante sólida y poco proclive a una revisión. Finalmente en 2015 Brasil aprueba la concesión de asilo a Roger Pinto.
En febrero de 2017 tuvo un contacto con la revista Veja, aquella que el Gobierno en más de una oportunidad cuestionó por sus reportajes sobre narcotráfico que vinculaban, entre otros funcionarios, al exministro de la Presidencia Juan Ramón Quintana. El medio divulgó una carta que había escrito el exsenador, en la que brindaba detalles de cómo fue su salida de Bolivia en agosto de 2013, quienes lo ayudaron en Brasil para empezar una nueva vida, cómo afrontó la soledad de estar lejos de su país y su familia, pero, sobre todo, cómo descubrió su pasión por la aviación. «Nunca fui un exiliado feliz» y «Evo no me destruyó» son dos frases que se leen en la carta de Pinto sobre cómo puso el hombro para afrontar las adversidades que atravesaba y que transmitía al resto de los exiliados políticos del actual gobierno.

### Fallecimiento
Tras su salida del país con ayuda de la Embajada de Brasil, en 2013, y tras el terremoto político suscitado por esa acción, el contacto del exsenador Roger Pinto con la prensa fue desvaneciéndose con el tiempo. Muy poco se sabía sobre sus actividades en Brasil y su familia. Falleció el 16 de agosto de 2017, debido a las múltiples heridas que sufrió a causa de un accidente de avioneta, que tuvo el sábado 12 de agosto en la ciudad de Luziânia, estado de Goiás, en Brasil.

## Cronología de situación como refugiado político

### Año 2012
- 28 de mayo: El senador opositor Roger Pinto ingresa a la embajada de Brasil en La Paz y solicita asilo al embajador Marcel Biato, tras denunciar que es perseguido político por el gobierno de Evo Morales.
- 6 de junio: El periódico boliviano Página Siete informa que Brasil le había otorgado asilo político a Pinto. Los Gobiernos de Brasil y Bolivia desmintieron la información ese mismo día.
- 8 de junio: El Gobierno brasileño confirma que había concedido asilo político a Pinto alegando que la decisión fue tomada «a la luz de las normas y la práctica del Derecho Internacional Latinoamericano».
- 12 de junio: El vicepresidente boliviano, Álvaro García Linera, tildó de "desatinada" la decisión de Brasil de asilar a Pinto debido a que éste afronta una veintena de denuncias de supuesta corrupción.
- 13 de junio: El presidente Evo Morales dice que la decisión de Brasil es «equivocada».
- 14 de junio: El Ministerio boliviano de Exteriores informa que pedirá revocar el asilo concedido a Pinto por Brasil con documentación judicial sobre las denuncias contra el senador.
- 20 de junio: La ministra boliviana de Transparencia y Lucha contra la Corrupción, Nardi Suxo, dice que el asilo a Pinto es «un muy mal precedente en la lucha contra la corrupción» en Sudamérica.
- 11 de julio: El Gobierno boliviano designa como su nuevo embajador en Brasil a Jerjes Justiniano, quien considera un tema "absolutamente secundario" el caso del senador.
- 19 de julio: El Ejecutivo boliviano descarta dar un salvoconducto a Pinto para ir a Brasil y deplora supuestas presiones del embajador Biato con ese propósito.
- 23 de julio: Pinto acusa en una carta al presidente Morales de "abusar" de su poder al negarle el salvoconducto.
- 28 de agosto: La embajada brasileña otorga a Pinto un ambiente con mayor seguridad, con rejas en la ventana y un pequeño espacio para reuniones y hacer ejercicios.

### Año 2013
- 2 de marzo: Los cancilleres de Bolivia, David Choquehuanca, y de Brasil, Antonio Patriota, acuerdan en Cochabamba crear una comisión de autoridades y expertos para analizar el caso Pinto.
- 4 de abril: Patriota admite en Brasilia que su despacho realiza gestiones "confidenciales" en torno al caso de Pinto.
- 11 de abril: Brasil impone restricciones a las visitas a Pinto que solo puede recibir a familiares cercanos, su abogado y médicos.
- 20 de mayo: Pinto pide al Supremo Tribunal Federal de Brasil que interceda por él para solucionar su caso y al Gobierno brasileño que ponga a su disposición en un plazo de 30 días un vehículo del cuerpo diplomático para salir de Bolivia.
- 28 de mayo: Roger Pinto cumple un año asilado en la embajada de Brasil.
- 4 de junio: El expresidente boliviano Jorge Quiroga (2001-2002) pide a la presidenta de Brasil, Dilma Rousseff, que recurra a la OEA y a la ONU para que se permita a Pinto abandonar la embajada brasileña en La Paz.
- 14 de junio: Bolivia niega haber presionado a Brasil para el supuesto cambio del embajador Biato, debido al conflicto por el asilo concedido a Pinto.
- 20 de junio: El ministro Patriota dice que Pinto solo abandonará la embajada brasileña "con una total seguridad".
- 23 de julio: El Gobierno boliviano pide al senador opositor abandonar su refugio en la embajada de Brasil para defenderse de las denuncias en su contra.
- 25 de julio: El canciller Choquehuanca señala que el senador opositor no se beneficiará de una resolución del Mercosur sobre el respeto al asilo firmada en Montevideo por el presidente Morales y otros mandatarios, por estar acusado de delitos comunes.
- 23 de agosto: Al cumplir 454 días en la embajada de Brasil, Pinto huye en un vehículo oficial, con escolta de militares de ese país y la ayuda del encargado de Negocios de esa legación, Eduardo Saboia.
- 24 de agosto: El opositor llega a la ciudad brasileña de Corumbá, fronteriza con Bolivia, tras 22 horas de viaje por carretera.
- 25 de agosto: El Gobierno boliviano descarta un quiebre en las relaciones con Brasil, pero exige explicaciones sobre la salida de Pinto del país.
- 26 de agosto: El ministro Choquehuanca afirma que se violaron normas internacionales en la salida del opositor y entrega una nota diplomática a la embajada de Brasil demandando una explicación oficial sobre el tema.